# Biskupi teherańsko-isfahańscy
Biskupi teherańsko-isfahańscy – administratorzy, biskupi diecezjalni, biskupi koadiutorzy i biskupi pomocniczy diecezji, a od 1910 archidiecezji (Isfahanu do 2021) teherańsko-isfahańskiej.
W latach 1789–1874 wielka siedziba ordynariusza mieściła się w Bagdadzie.

## Biskupi

### Biskupi diecezjalni
| Lata urzędowania | Biskup | Biskup                                                           | Uwagi                                                    |
| ---------------- | ------ | ---------------------------------------------------------------- | -------------------------------------------------------- |
| 1632–1633        |        | Juan Boldames Ibáñez OCD                                         |                                                          |
| 1633–1639        |        | Timoteo Pérez Vargas OCD                                         |                                                          |
|                  |        | Jean Duval OCD                                                   | wikariusz apostolski w latach 1638–1669                  |
| 1695–1708        |        | Laurent Elias Mouton OCD                                         |                                                          |
| 1716–1731        |        | Barnaba Giovanni Battista Fedele OP                              |                                                          |
| 1732–1749        |        | Camillo Apollonio Malachisi (Filippo Maria di Sant'Agostino) OCD |                                                          |
| 1751–1755        |        | Marco Antonio Piacentini OCD                                     |                                                          |
| 1758–1797        |        | Giuseppe Reina (Cornelio di San Giuseppe) OCD                    |                                                          |
|                  |        | Giovanni Battista de Bernardis                                   | administrator apostolski w latach 1772–1869              |
|                  |        | Giovanni d'Aruthiun                                              | administrator apostolski w latach 1776–1789              |
|                  |        | Augustin-Pierre Cluzel CM                                        | administrator apostolski w latach 1874–1882              |
|                  |        | Henri-Marie Amanton OP                                           | administrator apostolski w latach 1857–1869              |
|                  |        | Jacques-Hector Thomas CM                                         | administrator apostolski w latach 1883–1890              |
|                  |        | Hilarion Joseph Montéty Pailhas CM                               | administrator apostolski w latach 1891–1896              |
|                  |        | François Lesné CM                                                | administrator apostolski w latach 1896–1910              |
| 1910–1918        |        | Jacques-Emile Sontag CM                                          | arcybiskup isfahański                                    |
| 1974–1982        |        | Kevin William Barden OP                                          | arcybiskup isfahanu                                      |
| 1989–2015        |        | Ignazio Bedini SDB                                               | arcybiskup isfahanu                                      |
|                  |        | Jack Youssef CM                                                  | administrator apostolski sede vacante w latach 2015–2021 |
| od 2021          |        | Dominique Mathieu OFMConv.                                       | arcybiskup teherańsko-isfahański, kardynał               |

### Biskupi pomocniczy
| Lata urzędowania | Biskup | Biskup                   | Uwagi                                            |
| ---------------- | ------ | ------------------------ | ------------------------------------------------ |
| 1632–1633        |        | Timoteo Pérez Vargas OCD | koadiutor, następnie biskup diecezjalny isfahanu |